# Museumsquartier (metropolitana di Vienna)
Museumsquartier è una stazione della linea U2, situata all'incrocio tra il 1º (Innere Stadt), il 6º (Mariahilf) e il 7º distretto (Neubau), nei pressi della Museumsplatz, dove  si trovano il Kunsthistorisches Museum e il Naturhistorisches Museum.

## Storia
La stazione entrò in servizio già nel 1966 nel contesto della rete tranviaria sotterranea U-Straßenbahn con il nome Mariahilfer Straße, che mantiene tuttora come denominazione secondaria accanto al nome ufficiale. Fu riaperta il 30 agosto 1980 come stazione della nuova linea metropolitana U2. Il 6 aprile 1991 la stazione cambiò il nome in Babenbergerstraße. Tra il 2000 e il 2001 le banchine della stazione sono state prolungate in previsione dell'impiego di treni lunghi. Anche il centro commerciale è stato rinnovato in occasione dell'apertura del Museumsquartier.

## Descrizione
La stazione è sotterranea e l'accesso ai treni avviene da due marciapiedi laterali con i treni che arrivano da entrambe le direzioni su due binari paralleli centrali. La stazione è dotata di ascensori ed è completamente accessibile.
All'interno della stazione nella galleria che collega gli ingressi si trova un piccolo centro commerciale. Anche in questa stazione sono presenti installazioni artistiche: nel 2001, l'artista tirolese Rudi Wach ha realizzato 18 grandi pannelli disegnati a matita dal titolo Lauf der Geschöpfe (letteralmente La corsa delle creature) posizionati sulle pareti dei marciapiedi di accesso ai treni, dieci sul binario 1 (in direzione Karlsplatz e otto sul binario 2 (in direzione Seestadt). Nella stazione sono presenti anche altre opere dello stesso artista: il bassorilievo in bronzo Der Jubilierende, in corrispondenza del marciapiede del binario 1, e nella galleria di raccordo le tre sculture in bronzo Wächter (Guardiano), Lebenskeim (Seme di vita) e Tor des Verborgenen (Porta del nascosto).

## Riconversione U2/U5
A partire dal 2021, è in corso la realizzazione del nuovo tracciato della linea U2 a una profondità di 30 metri che servirà per raccordare il percorso attuale da Schottentor al nuovo prolungamento verso Matzleinsdorfer Platz. I binari attuali verranno utilizzati dalla nuova linea U5 e verrà realizzato un collegamento per l'interscambio con la nuova fermata della linea U2.
Dato che la linea U5 sarà a conduzione totalmente automatica, la stazione Museumsquartier è provvisoriamente chiusa al pubblico per i lavori di installazione delle barriere di protezione con porte scorrevoli automatiche, insieme al resto della tratta U2 fino a Karlsplatz.

## Ingressi
- Mariahilfer Straße
- Museumstraße
- Babenbergerstraße
- Getreidemarkt